# 109-я стрелковая дивизия (1-го формирования)
109-я стрелковая дивизия — воинское пехотное соединение РККА в Великой Отечественной войне.

## История
Дивизия сформирована 29 января 1942 года путём переименования 2-й стрелковой дивизии в Севастополе. В действующей армии с 29 января 1942 по 30 июля 1942 года. Участвовала в обороне Севастополя, южный сектор.
В июне 1942 года осталась в арьергарде отступающих частей Отдельной Приморской армии, прикрывая отступление. Основная часть дивизии погибла или попала в плен войскам 4-й румынской горнострелковой дивизии под командованием генерал Георге Манолиу. 30 июля 1942 года официально расформирована.

## Подчинение
- Отдельная Приморская армия

## Состав
- 381-й стрелковый полк, подполковник Артем Тихонович Макиенок
- 456-й стрелковый полк (т. н. пограничный), полковник Рубцов Герасим Архипович
- 602-й стрелковый полк, полковник Ерофеев Павел Дмитриевич
- 404-й артиллерийский полк
- 256-й отдельный истребительно-противотанковый дивизион
- 234-я зенитная батарея
- 192-й минный дивизион
- 173-я разведрота
- 229-й сапёрный батальон
- 279-й отдельный батальон связи
- 281-й медико-санитарный батальон
- 44-я отдельная рота химической защиты
- 190-я автотранспортная рота
- 173-я (191-я) полевая хлебопекарня
- 992-й дивизионный ветеринарный лазарет
- 1729-я полевая почтовая станция
- 1421-я полевая касса Госбанка

## Командиры
- генерал-майор Пётр Георгиевич Новиков (ранен, взят в плен командой итальянского торпедного катера во время эвакуации из Севастополя)

## Отличившиеся воины дивизии
- Богатырь, Иван Иванович, ефрейтор, стрелок 456-го стрелкового полка.
- Главацкий, Георгий Константинович, политрук, военный комиссар батальона 381-го стрелкового полка.
- Линник, Павел Дмитриевич, ефрейтор, разведчик 173-й отдельной разведывательной роты.

## Память
Памятное место боя пограничников 456-го полка в ноябре 1941 года против фашистских захватчиков расположено в Бахчисарайском районе, Голубинский сельский совет, на 29/43 км шоссе Ялта-Бахчисарай. Памятник истории местного значения. Приказ Министерства культуры Украины от 31.07.2012 №814, охранный №1846-АР.  Памятник культурного наследия Украины. Охр. № 1846 Охранная зона в радиусе 5 м от центра памятника, утверждена решением Крымского облисполкома от 15.01.1980 №16. 